# Brian Makepeace
Brian Makepeace (Yorkshire del Sur, Inglaterra, 6 de octubre de 1931-17 de junio de 2024) fue un futbolista inglés que jugó en la posición de lateral derecho. Su yerno es el ex defensa del West Bromwich Albion Football Club y Doncaster Paul Raven.

## Equipos
| Periodo   | Club                | Apariciones | Goles |
| --------- | ------------------- | ----------- | ----- |
| 1951-1961 | Doncaster Rovers FC | 353         | 0     |
| 1962-1963 | Boston United FC    | 23          | 0     |

## Logros
- Sheffield and Hallamshire County Cup (1): 1955-56